# Mazda Takeri

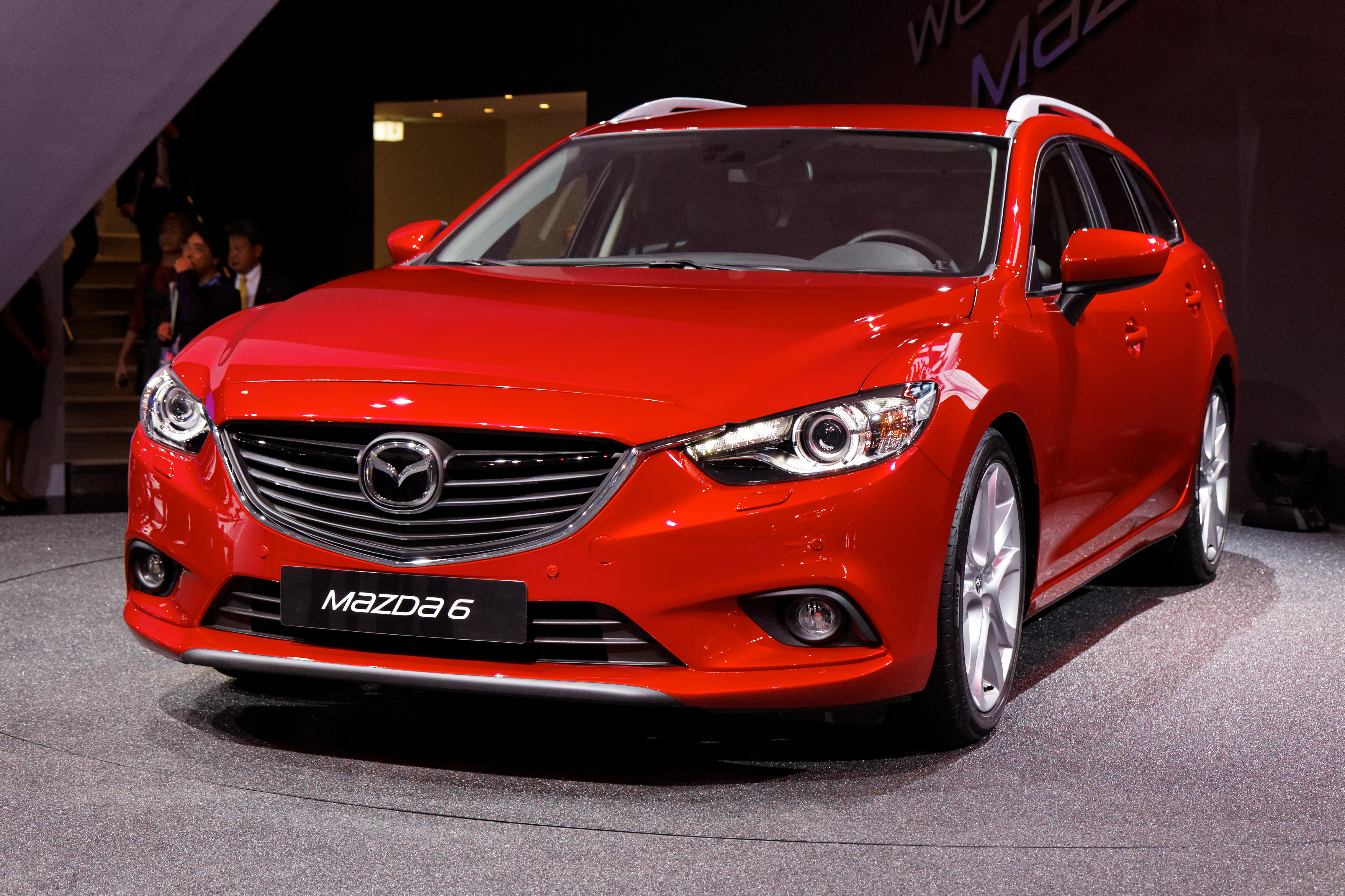
La Mazda 6 GJ/GL inspirée de la Mazda Takeri

La Mazda Takeri est un concept car du constructeur automobile Japonais Mazda, présenté au salon de Tokyo en 2011.

Il s'agit d'un berline à l'allure élancée qui s'inscrit dans le langage "Kodo" de Mazda et qui préfigure la Mazda 6 Atenza de troisième génération dont elle inaugure les technologies et motorisations SkyActiv ainsi que le système i-Eloop.

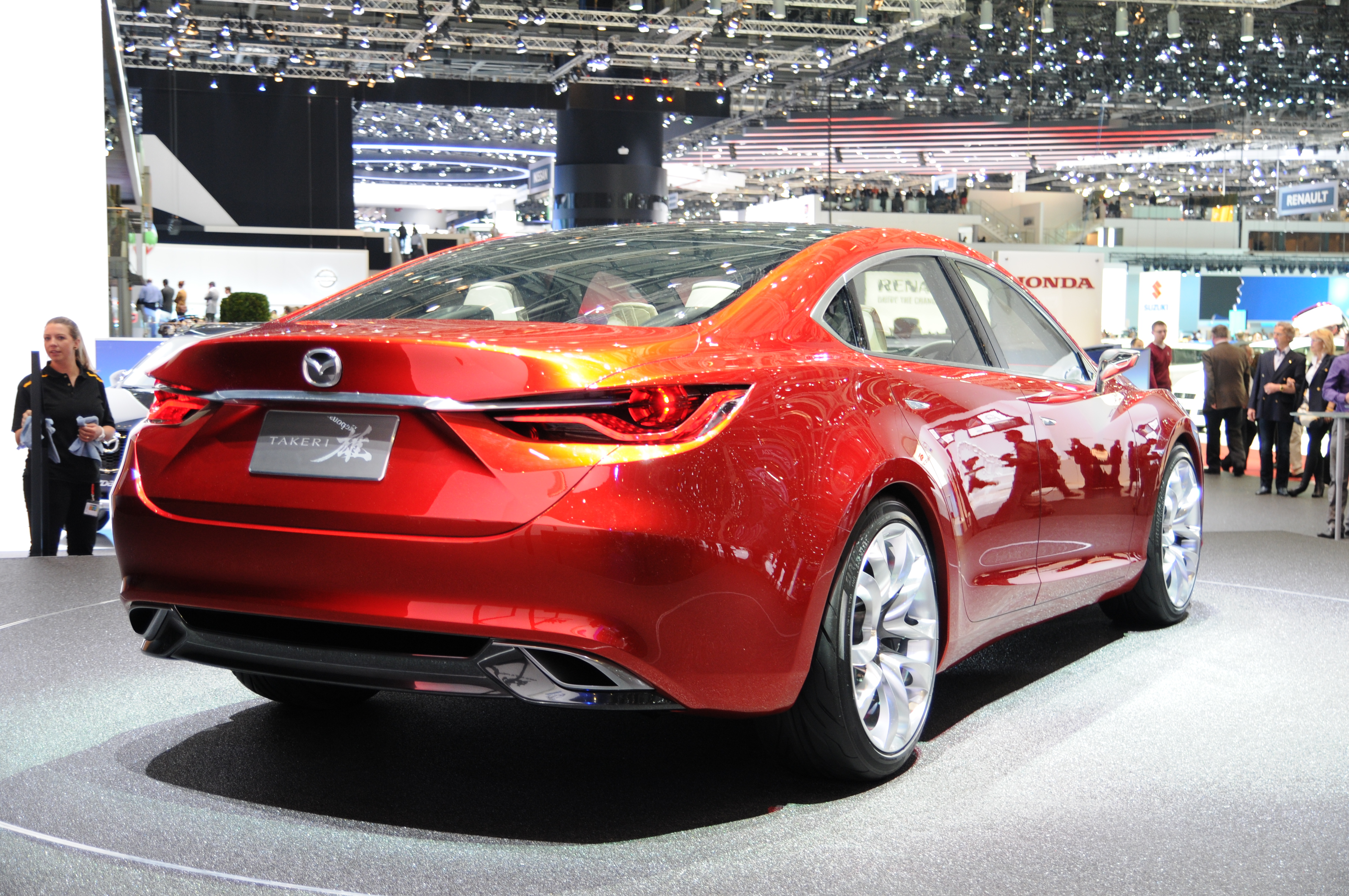
La Mazda Takeri (vue arrière)